# Josep Mir i Llussà
José Mir y Llussá ou, selon les sources, José Mir y Lusa (en catalan, Josep Mir i Llussà), né aux environs de 1700 à Solsona et mort en 1764 à Madrid, est un compositeur espagnol d’origine catalane. Il fut maître de chapelle à Ségovie, à Valladolid puis à Madrid. Il a composé des messes, psaumes et motets.

## Œuvres
Parmi ses compositions qui nous sont parvenues figurent une messe à huit en ré majeur, un Stabat Mater et des psaumes.